# Gene Hartley
Leslie Eugene „Gene” Hartley (ur. 28 stycznia 1926 roku w Roanoke, zm. 13 marca 1993 roku w Roanoke) – amerykański kierowca wyścigowy.

## Kariera
W swojej karierze Hartley startował jedynie w Stanach Zjednoczonych w AAA National Championship oraz USAC National Championship. W mistrzostwach AAA nigdy nie stawał na podium. W USAC National Championship w 1956 roku raz stanął na podium. Uzbierane 410 punktów dało mu dziewiętnaste miejsce w końcowej klasyfikacji kierowców. Rok później był 21. W tym czasie startował również w USAC National Midget Series. W latach 1956–1957 odniósł łącznie pięć zwycięstw, jednak nie był zaliczany do klasyfikacji. W 1959 roku został mistrzem tej serii. W latach 1950, 1952-1954 oraz 1956-1962 Amerykanin startował w słynnym wyścigu Indianapolis 500, zaliczanym w latach 1950-1960 do klasyfikacji Formuły 1. Nigdy jednak nie zdobywał punktów.

## Starty w Formule 1

### Tablica wyników
| Legenda oznaczeń w tabelach wyników Wyświetl szablon na nowej stronie | Legenda oznaczeń w tabelach wyników Wyświetl szablon na nowej stronie                                                                     |
| Oznaczenie                                                            | Wyjaśnienie |
| --------------------------------------------------------------------- | --- |
| Złoty                                                                 | Zwycięzca lub mistrzostwo |
| Srebrny                                                               | 2. miejsce lub wicemistrzostwo |
| Brązowy                                                               | 3. miejsce lub II wicemistrzostwo |
| Zielony                                                               | Ukończył, punktował (w klasyfikacji generalnej, gdy zdobył co najmniej jeden punkt na przestrzeni sezonu, poza trzema powyższymi opcjami) |
| Niebieski                                                             | Ukończył, nie punktował (w klasyfikacji generalnej, gdy nie zdobył co najmniej jednego punktu na przestrzeni sezonu)                      |
| Czerwony                                                              | Nie zakwalifikował się (NZ) |
| Czerwony                                                              | Nie prekwalifikował się (NPK) |
| Różowy                                                                | Nie ukończył (NU) |
| Różowy                                                                | Niesklasyfikowany (NS) (w klasyfikacji generalnej, gdy nie został sklasyfikowany w żadnym wyścigu sezonu)                                 |
| Czarny                                                                | Zdyskwalifikowany (DK) |
| Czarny                                                                | Wykluczony (WYK/EX) |
| Biały                                                                 | Nie wystartował (NW) |
| Biały                                                                 | Kontuzjowany (K/INJ) |
| Biały                                                                 | Wyścig odwołany (OD/C) |
| Bez koloru                                                            | Został wycofany (WYC/WD) |
| Bez koloru                                                            | Nie przybył (NP/DNA) |
| Bez koloru                                                            | Nie brał udziału w treningach (NT/DNP) |
| Bez koloru                                                            | Nie został zgłoszony (–) |
| Pogrubienie                                                           | Start z pole position |
| Kursywa                                                               | Najszybsze okrążenie wyścigu |
| †                                                                     | Nie ukończył, ale jego rezultat został zaliczony ze względu na przejechanie więcej niż 90% dystansu wyścigu.                              |
| *                                                                     | Sezon w trakcie |
| 1/2/3                                                                 | Punktowana pozycja w sprincie kwalifikacyjnym                                                                                             |
| Lista systemów punktacji Formuły 1                                    | |

| Rok  | Zespół             | Silnik      | Wyniki w poszczególnych eliminacjach | Wyniki w poszczególnych eliminacjach | Wyniki w poszczególnych eliminacjach | Wyniki w poszczególnych eliminacjach | Wyniki w poszczególnych eliminacjach | Wyniki w poszczególnych eliminacjach | Wyniki w poszczególnych eliminacjach | Wyniki w poszczególnych eliminacjach | Wyniki w poszczególnych eliminacjach | Wyniki w poszczególnych eliminacjach | Punkty | Pozycja |
| ---- | ------------------ | ----------- | ------------------------------------ | ------------------------------------ | ------------------------------------ | ------------------------------------ | ------------------------------------ | ------------------------------------ | ------------------------------------ | ------------------------------------ | ------------------------------------ | ------------------------------------ | ------ | ------- |
| 1950 | Langley            | Offenhauser | GBR                                  | MON                                  | 500                                  | CHE                                  | BEL                                  | FRA                                  | ITA                                  |                                      |                                      |                                      | 0      | 46      |
| 1950 | Langley            | Offenhauser | 16                                   |                                      |                                      |                                      |                                      |                                      |                                      |                                      |                                      |                                      | 0      | 46      |
| 1952 | Kurtis Kraft       | Offenhauser | CHE                                  | 500                                  | BEL                                  | FRA                                  | GBR                                  | DEU                                  | NLD                                  | ITA                                  |                                      |                                      | 0      | 98      |
| 1952 | Kurtis Kraft       | Offenhauser | NU                                   |                                      |                                      |                                      |                                      |                                      |                                      |                                      |                                      |                                      | 0      | 98      |
| 1953 | Kurtis Kraft Kuzma | Offenhauser | ARG                                  | 500                                  | NLD                                  | BEL                                  | FRA                                  | GBR                                  | DEU                                  | CHE                                  | ITA                                  |                                      | 0      | 94      |
| 1953 | Kurtis Kraft Kuzma | Offenhauser | NU/9                                 |                                      |                                      |                                      |                                      |                                      |                                      |                                      |                                      |                                      | 0      | 94      |
| 1954 | Kurtis Kraft       | Offenhauser | ARG                                  | 500                                  | BEL                                  | FRA                                  | GBR                                  | DEU                                  | CHE                                  | ITA                                  | ESP                                  |                                      | 0      | NS      |
| 1954 | Kurtis Kraft       | Offenhauser | NU                                   |                                      |                                      |                                      |                                      |                                      |                                      |                                      |                                      |                                      | 0      | NS      |
| 1956 | Kuzma              | Offenhauser | ARG                                  | MON                                  | 500                                  | BEL                                  | FRA                                  | GBR                                  | DEU                                  | ITA                                  |                                      |                                      | 0      | 40      |
| 1956 | Kuzma              | Offenhauser | 11                                   |                                      |                                      |                                      |                                      |                                      |                                      |                                      |                                      |                                      | 0      | 40      |
| 1957 | Lesovsky           | Offenhauser | ARG                                  | MON                                  | 500                                  | FRA                                  | GBR                                  | DEU                                  | PES                                  | ITA                                  |                                      |                                      | 0      | 36      |
| 1957 | Lesovsky           | Offenhauser | 10                                   |                                      |                                      |                                      |                                      |                                      |                                      |                                      |                                      |                                      | 0      | 36      |
| 1959 | Kuzma              | Offenhauser | MON                                  | 500                                  | NLD                                  | FRA                                  | GBR                                  | DEU                                  | PRT                                  | ITA                                  | USA                                  |                                      | 0      | 40      |
| 1959 | Kuzma              | Offenhauser | 11                                   |                                      |                                      |                                      |                                      |                                      |                                      |                                      |                                      |                                      | 0      | 40      |
| 1960 | Kurtis Kraft       | Offenhauser | ARG                                  | MON                                  | 500                                  | NLD                                  | BEL                                  | FRA                                  | GBR                                  | PRT                                  | ITA                                  | USA                                  | 0      | 54      |
| 1960 | Kurtis Kraft       | Offenhauser | 14                                   |                                      |                                      |                                      |                                      |                                      |                                      |                                      |                                      |                                      | 0      | 54      |

### Podsumowanie startów
| Ważne wyścigi     | Ważne wyścigi              |
| ----------------- | -------------------------- |
| Debiut            | Indianapolis 500 1950 (#1) |
| Ostatni           | Indianapolis 500 1960 (#8) |
| Najwyższe pozycje |                            |
| Kwalifikacje      | 9 ( Indianapolis 500 1959) |
| Wyścig            | 9 ( Indianapolis 500 1953) |